# Zgorzel, West Pomeranian Voivodeship
Zgorzel [ˈzɡɔʐɛl] là một ngôi làng thuộc khu hành chính của Gmina Bierzwnik, thuộc quận Choszczno, West Pomeranian Voivodeship, ở phía tây bắc Ba Lan. Nó nằm khoảng 10 kilômét (6 mi) phía đông bắc Bierzwnik, 23 km (14 mi) ở phía đông Choszczno và 84 km (52 mi) về phía đông nam của thủ đô khu vực Szczecin.
Trước năm 1945, khu vực này là một phần của Đức. Đối với lịch sử của khu vực, xem Lịch sử của Pomerania.